# Olivia Price
Olivia Price, född den 2 augusti 1992 i Darlinghurst i Australien, är en australisk seglare.
Hon tog OS-silver i match racing i samband med de olympiska seglingstävlingarna 2012 i London.